# Celtis ferarum
Celtis ferarum là một loài thực vật có hoa trong họ Cannabaceae. Loài này được Standl. & L.O.Williams mô tả khoa học đầu tiên năm 1950.